# Valerio Nasema
Valerio Nasema (19 juli 1972) is een voormalige Fijisch voetballer die bij voorkeur als verdediger speelt.  
Op 11 juni 1997 in de thuiswedstrijd tegen Papua Nieuw Guinea maakte Nasema zijn debuut voor Fiji voetbalelftal. Hij kwam in 62e minuut als invaller voor Jope Lomu, de wedstrijd ging gewonnen met 3-1.  Hij heeft 13 wedstrijden gespeeld en 3 doelpunten gescoord voor zijn nationale ploeg. Hij maakte deel uit van de selectie voor het voetbaltoernooi op Oceanische kampioenschap 1998. Nasema beëindigde zijn voetbalcarrière in 2007.